# Temporada 1980-81 de los San Antonio Spurs
La temporada 1980-81 fue la quinta de los San Antonio Spurs en la NBA, tras la fusión de la liga con la ABA, donde había jugado nueve temporadas, seis en Dallas y tres en San Antonio. La temporada regular acabó con 52 victorias y 30 derrotas, ocupando el segundo puesto de la conferencia Oeste, clasificándose para los playoffs, en los que cayeron sorpresivamente en semifinales ante Houston Rockets.

## Elecciones en elDraft
| Ronda | Puesto | Jugador        | Posición  | Nacionalidad   | Universidad      |
| ----- | ------ | -------------- | --------- | -------------- | ---------------- |
| 1     | 15     | Reggie Johnson | Ala-Pívot | Estados Unidos | Tennessee        |
| 2     | 39     | Michael Wiley  | Alero     | Estados Unidos | Long Beach State |

## Temporada regular
| División Medio Oeste | División Medio Oeste | División Medio Oeste | División Medio Oeste | División Medio Oeste | División Medio Oeste | División Medio Oeste | División Medio Oeste | División Medio Oeste |
| Equipo               | G                    | P                    | %                    | PD                   | Casa                 | Fuera                | Div                  |                      |
| -------------------- | -------------------- | -------------------- | -------------------- | -------------------- | -------------------- | -------------------- | -------------------- | -------------------- |
| y-San Antonio Spurs  | 52                   | 30                   | .634                 | –                    | 34–7                 | 18–23                | 21–9                 |                      |
| x-Kansas City Kings  | 40                   | 42                   | .488                 | 12.0                 | 24–17                | 16–25                | 19–11                |                      |
| x-Houston Rockets    | 40                   | 42                   | .488                 | 12.0                 | 25–16                | 15–26                | 19–11                |                      |
| Denver Nuggets       | 37                   | 45                   | .451                 | 15.0                 | 23–18                | 14–27                | 13–17                |                      |
| Utah Jazz            | 28                   | 54                   | .341                 | 24.0                 | 20–21                | 8–33                 | 13–17                |                      |
| Dallas Mavericks     | 15                   | 67                   | .183                 | 37.0                 | 11–30                | 4–37                 | 5–25                 |                      |

## Playoffs

### Semifinales de Conferencia
San Antonio Spurs vs. Houston Rockets
| Fecha       | Partido                                    | Ciudad      |
| ----------- | ------------------------------------------ | ----------- |
| 7 de abril  | San Antonio Spurs 98, Houston Rockets 107  | San Antonio |
| 8 de abril  | San Antonio Spurs 125, Houston Rockets 113 | San Antonio |
| 10 de abril | Houston Rockets 112, San Antonio Spurs 99  | Houston     |
| 12 de abril | Houston Rockets 112, San Antonio Spurs 114 | Houston     |
| 14 de abril | San Antonio Spurs 117, Houston Rockets 123 | San Antonio |
| 15 de abril | Houston Rockets 96, San Antonio Spurs 101  | Houston     |
| 17 de abril | San Antonio Spurs 100, Houston Rockets 105 | San Antonio |
|             | Houston Rockets gana las series 4-3        |             |

## Estadísticas
| Rk | Jugador        | Edad | P  | PT | MP   | TC   | TCI  | %TC  | T3  | T3I | %T3  | TL  | TLI | %TL  | RO  | RD  | RT  | AS  | RB  | TAP | BP  | FP  | PTS  |
| -- | -------------- | ---- | -- | -- | ---- | ---- | ---- | ---- | --- | --- | ---- | --- | --- | ---- | --- | --- | --- | --- | --- | --- | --- | --- | ---- |
| 1  | George Gervin  | 28   | 82 |    | 33.7 | 10.4 | 21.1 | .492 | 0.1 | 0.4 | .257 | 6.2 | 7.6 | .826 | 1.5 | 3.6 | 5.1 | 3.2 | 1.1 | 0.7 | 3.1 | 2.6 | 27.1 |
| 2  | Mark Olberding | 24   | 82 |    | 29.4 | 4.2  | 8.4  | .508 | 0.0 | 0.1 | .143 | 3.8 | 4.6 | .829 | 1.8 | 4.0 | 5.7 | 3.4 | 0.9 | 0.4 | 2.5 | 3.7 | 12.3 |
| 3  | James Silas    | 31   | 75 |    | 27.4 | 6.3  | 13.3 | .477 | 0.0 | 0.0 | .000 | 5.0 | 5.9 | .850 | 0.6 | 2.5 | 3.1 | 3.8 | 0.7 | 0.2 | 2.1 | 1.7 | 17.7 |
| 4  | Dave Corzine   | 24   | 82 |    | 23.9 | 4.5  | 9.1  | .490 | 0.0 | 0.0 | .000 | 1.5 | 2.1 | .714 | 2.8 | 5.0 | 7.8 | 1.4 | 0.5 | 1.2 | 1.6 | 2.6 | 10.5 |
| 5  | George Johnson | 32   | 82 |    | 23.6 | 2.0  | 4.2  | .473 | 0.0 | 0.0 |      | 1.0 | 1.3 | .734 | 2.6 | 4.7 | 7.3 | 1.1 | 0.6 | 3.4 | 1.3 | 3.3 | 5.0  |
| 6  | John Shumate   | 28   | 22 |    | 23.6 | 2.5  | 5.8  | .438 | 0.0 | 0.0 |      | 2.4 | 3.3 | .726 | 1.5 | 2.5 | 4.0 | 1.1 | 1.0 | 0.4 | 1.9 | 2.1 | 7.5  |
| 7  | Paul Griffin   | 27   | 82 |    | 23.5 | 2.0  | 4.0  | .511 | 0.0 | 0.0 |      | 2.1 | 3.1 | .672 | 2.2 | 3.9 | 6.2 | 3.0 | 0.9 | 0.5 | 1.6 | 2.5 | 6.1  |
| 8  | Reggie Johnson | 23   | 79 |    | 21.7 | 4.3  | 8.6  | .499 | 0.0 | 0.0 | .000 | 1.6 | 2.4 | .663 | 1.7 | 2.9 | 4.5 | 1.0 | 0.6 | 0.6 | 1.6 | 3.6 | 10.2 |
| 9  | Ron Brewer     | 25   | 46 |    | 19.7 | 3.9  | 8.4  | .468 | 0.0 | 0.1 | .000 | 1.4 | 1.7 | .813 | 0.5 | 0.7 | 1.2 | 2.0 | 0.6 | 0.5 | 1.2 | 1.2 | 9.2  |
| 10 | Johnny Moore   | 22   | 82 |    | 19.2 | 3.0  | 6.3  | .479 | 0.0 | 0.2 | .053 | 1.3 | 2.1 | .610 | 0.7 | 1.7 | 2.4 | 4.5 | 1.5 | 0.3 | 1.9 | 2.2 | 7.4  |
| 11 | Mike Gale      | 30   | 35 |    | 18.2 | 2.5  | 4.7  | .524 | 0.0 | 0.1 | .333 | 0.5 | 0.7 | .731 | 0.2 | 1.3 | 1.5 | 2.8 | 1.6 | 0.1 | 1.1 | 1.6 | 5.5  |
| 12 | Kevin Restani  | 29   | 64 |    | 15.6 | 3.0  | 5.8  | .520 | 0.0 | 0.1 | .375 | 1.0 | 1.4 | .705 | 1.1 | 1.6 | 2.7 | 1.3 | 0.3 | 0.2 | 1.1 | 1.6 | 7.0  |
| 13 | Gus Gerard     | 27   | 11 |    | 11.7 | 2.0  | 5.5  | .367 | 0.0 | 0.1 | .000 | 0.7 | 1.0 | .727 | 1.5 | 1.9 | 3.5 | 0.8 | 0.6 | 0.3 | 0.7 | 1.5 | 4.7  |
| 14 | Michael Wiley  | 23   | 33 |    | 8.2  | 2.3  | 4.2  | .551 | 0.0 | 0.1 | .000 | 1.1 | 1.5 | .750 | 0.7 | 1.3 | 1.9 | 0.3 | 0.2 | 0.2 | 0.8 | 1.2 | 5.7  |

## Galardones y récords
| Jugador        | Galardón                                                                 |
| George Gervin  | Mejor quinteto de la NBA All-Star                                        |
| George Johnson | 2.º Mejor quinteto defensivo de la NBA Líder en tapones de la NBA (3,12) |